# Амоян Роман Хасанович
Роман Амоян  (вірм. Ռոման Ամոյան; 3 вересня 1983, Єреван) — вірменський борець греко-римського стилю, бронзовий призер Олімпійських ігор, срібний та дворазовий бронзовий призер чемпіонатів світу, дворазовий чемпіон та триразовий срібний призер чемпіонатів Європи, переможець Кубку світу. Заслужений майстер спорту Вірменії. За національністю єзид.

## Біографія
Боротьбою почав займатися з 10 років у спорттоваристві «Динамо». У 2001 році став чемпіоном світу серед юніорів. Наступного року такого ж успіху досяг на європейській юніорській першості. Весь час тренувався зі своїми першими наставниками — заслуженим тренером СРСР Арутюном Хачатряном і заслуженим тренером Республіки Вірменії Гамлетом Ованесяном.
У 2008 Роман Амоян став першим олімпійським призером Вірменії з боротьби з 1996 року.
Визнаний найкращим спортсменом 2011 року у Вірменії. 

### Родина
Племінник Романа Амояна Малхас Амоян — чемпіон світу та срібний призер чемпіонату Європи з греко-римської боротьби 2021 року.

## Спортивні результати на міжнародних змаганнях

### Виступи на Олімпіадах
| Змагання                    | Збірна   | Вагова категорія                 | Місце  |
| --------------------------- | -------- | -------------------------------- | ------ |
| Літні Олімпійські ігри 2008 | Вірменія | греко-римська боротьба, до 55 кг | Бронза |

### Виступи на Чемпіонатах світу
| Змагання                        | Збірна   | Вагова категорія                 | Місце  |
| ------------------------------- | -------- | -------------------------------- | ------ |
| Чемпіонат світу з боротьби 2003 | Вірменія | греко-римська боротьба, до 55 кг | 25     |
| Чемпіонат світу з боротьби 2005 | Вірменія | греко-римська боротьба, до 55 кг | 9      |
| Чемпіонат світу з боротьби 2006 | Вірменія | греко-римська боротьба, до 55 кг | 12     |
| Чемпіонат світу з боротьби 2007 | Вірменія | греко-римська боротьба, до 55 кг | 24     |
| Чемпіонат світу з боротьби 2009 | Вірменія | греко-римська боротьба, до 55 кг | Срібло |
| Чемпіонат світу з боротьби 2010 | Вірменія | греко-римська боротьба, до 55 кг | Бронза |
| Чемпіонат світу з боротьби 2011 | Вірменія | греко-римська боротьба, до 55 кг | 9      |
| Чемпіонат світу з боротьби 2013 | Вірменія | греко-римська боротьба, до 55 кг | Бронза |
| Чемпіонат світу з боротьби 2014 | Вірменія | греко-римська боротьба, до 59 кг | 24     |
| Чемпіонат світу з боротьби 2015 | Вірменія | греко-римська боротьба, до 59 кг | 18     |

### Виступи на Чемпіонатах Європи
| Змагання                         | Збірна   | Вагова категорія                 | Місце  |
| -------------------------------- | -------- | -------------------------------- | ------ |
| Чемпіонат Європи з боротьби 2003 | Вірменія | греко-римська боротьба, до 55 кг | Срібло |
| Чемпіонат Європи з боротьби 2005 | Вірменія | греко-римська боротьба, до 55 кг | Срібло |
| Чемпіонат Європи з боротьби 2006 | Вірменія | греко-римська боротьба, до 55 кг | Золото |
| Чемпіонат Європи з боротьби 2008 | Вірменія | греко-римська боротьба, до 55 кг | Срібло |
| Чемпіонат Європи з боротьби 2009 | Вірменія | греко-римська боротьба, до 55 кг | 7      |
| Чемпіонат Європи з боротьби 2011 | Вірменія | греко-римська боротьба, до 55 кг | Золото |
| Чемпіонат Європи з боротьби 2016 | Вірменія | греко-римська боротьба, до 59 кг | Срібло |

### Виступи на Європейських іграх
| Змагання              | Збірна   | Вагова категорія                 | Місце |
| --------------------- | -------- | -------------------------------- | ----- |
| Європейські ігри 2015 | Вірменія | греко-римська боротьба, до 59 кг | 5     |

### Виступи на Кубках світу
| Змагання                    | Збірна   | Вагова категорія                 | Місце  |
| --------------------------- | -------- | -------------------------------- | ------ |
| Кубок світу з боротьби 2010 | Вірменія | греко-римська боротьба, до 55 кг | Золото |

### Виступи на інших змаганнях
| Змагання                                                         | Збірна   | Вагова категорія                 | Місце  |
| ---------------------------------------------------------------- | -------- | -------------------------------- | ------ |
| Олімпійський кваліфікаційний турнір з боротьби 2004 (Ташкент)    | Вірменія | греко-римська боротьба, до 55 кг | 6      |
| Олімпійський кваліфікаційний турнір з боротьби 2008 (Роме-Остія) | Вірменія | греко-римська боротьба, до 55 кг | Бронза |
| Кубок Ядегара Імама 2009                                         | Вірменія | греко-римська боротьба, до 55 кг | Золото |
| Гран-прі Словенії з боротьби 2011                                | Вірменія | греко-римська боротьба, до 55 кг | Золото |
| Гран-прі Іспанії з боротьби 2011                                 | Вірменія | греко-римська боротьба, до 60 кг | Срібло |
| Олімпійський кваліфікаційний турнір з боротьби 2012 (Софія)      | Вірменія | греко-римська боротьба, до 55 кг | Бронза |
| Олімпійський кваліфікаційний турнір з боротьби 2012 (Гельсінкі)  | Вірменія | греко-римська боротьба, до 55 кг | 7      |
| Trophee Milone 2013                                              | Вірменія | греко-римська боротьба, до 60 кг | Бронза |
| Кубок Азовмаша 2013                                              | Вірменія | греко-римська боротьба, до 55 кг | Золото |
| Trophee Milone 2014                                              | Вірменія | греко-римська боротьба, до 59 кг | Золото |
| Гран-прі Німеччини з боротьби 2014                               | Вірменія | греко-римська боротьба, до 59 кг | Золото |
| Олімпійський кваліфікаційний турнір з боротьби 2016 (Зренянин)   | Вірменія | греко-римська боротьба, до 59 кг | 8      |
| Олімпійський кваліфікаційний турнір з боротьби 2016 (Улан-Батор) | Вірменія | греко-римська боротьба, до 59 кг | 16     |
| Олімпійський кваліфікаційний турнір з боротьби 2016 (Стамбул)    | Вірменія | греко-римська боротьба, до 59 кг | 15     |

### Виступи на змаганнях молодших вікових груп
| Змагання                                       | Збірна   | Вагова категорія                 | Місце  |
| ---------------------------------------------- | -------- | -------------------------------- | ------ |
| Чемпіонат світу з боротьби серед кадетів 1999  | Вірменія | греко-римська боротьба, до 42 кг | 7      |
| Чемпіонат світу з боротьби серед юніорів 2001  | Вірменія | греко-римська боротьба, до 50 кг | Золото |
| Чемпіонат Європи з боротьби серед юніорів 2002 | Вірменія | греко-римська боротьба, до 50 кг | Золото |
| Чемпіонат світу з боротьби серед юніорів 2003  | Вірменія | греко-римська боротьба, до 55 кг | 12     |